# Convención Nacional Bautista de México, A.R.
La Convención Nacional Bautista de México es una asociación cristiana evangélica de iglesias bautistas que tiene su sede en la Ciudad de México, México. Ella está afiliada a la Unión Bautista Latinoamericana y a la Alianza Bautista Mundial. Su presidente es Constantino Varas de Valdez. La institución agrupa 1,800 iglesias bautistas y 90,000 miembros en la República Mexicana.
La CNBM agrega al nombre dado por la Secretaría de Gobernación las palabras abreviadas Asociación Religiosa quedando de la siguiente manera: Convención Nacional Bautista de México, A.R. nombre que utilizan en todos sus documentos oficiales.

## Historia

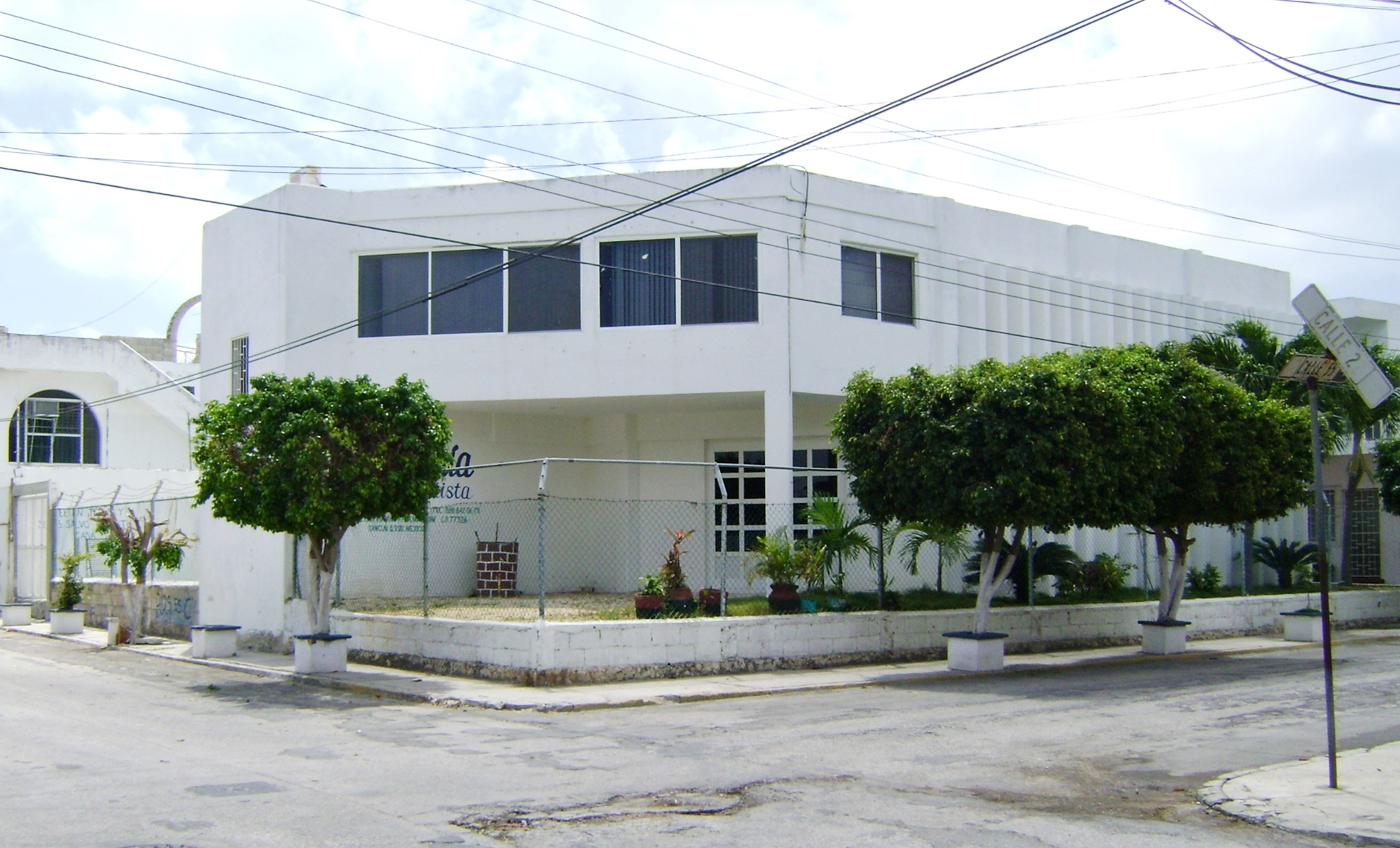
Iglesia Bautista Antioquia de Cancún Q. Roo, A.R.

La historia de los bautistas en México se remonta a 1861 con la llegada del misionero Santiago Hickey en la ciudad de Matamoros, Tamaulipas, siendo el procedente de Brownsville, Texas. En 1862 Santiago Hickey fue invitado a Monterrey, Nuevo León por un inglés llamado Tomás M. Westrup para continuar con el trabajo misionero y fungir como agente de la Sociedad Bíblica de Nueva York. El 1 de marzo de 1863, Santiago Hickey realizó la primera reunión bautista en idioma español en la historia de México siendo invitado por unos creyentes José María y Arcadio Uranga. Posteriormente los bautistas fueron los primeros en reunirse para celebrar una Escuela Dominical en México el 8 de marzo.
El 30 de enero de 1864, fueron bautizados Tomás M. Westrup, José María y Arcadio Uranga, de igual forma Santiago Hickey y su esposa fundando así la Primera Iglesia Evangélica Mexicana ubicada en la esquina de las calles Aramberri y Guerrero de la ciudad de Monterrey. Posteriormente tomó el nombre de Primera Iglesia Bautista de Monterrey finalizando ese año con 22 miembros. Su primer pastor oficial fue Tomás M. Westrup.  A partir de este año los bautistas comienzan a extenderse a los demás estados de México exceptuando los del sur y sureste. Ya antes de terminar el siglo XIX los bautistas ya habían fundado 150 iglesias.

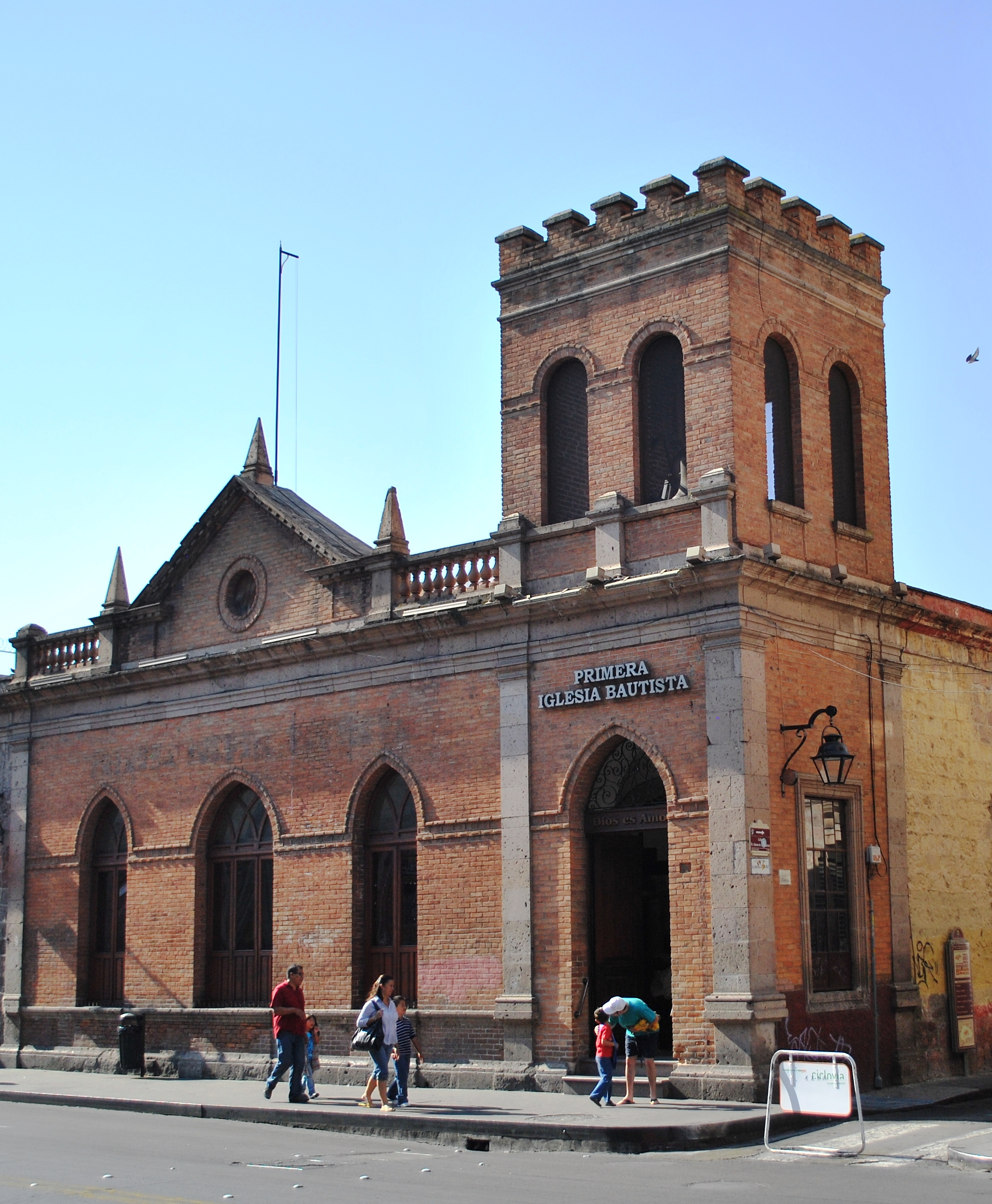
Primera Iglesia Bautista de Morelia, A.R.

### Asociaciones bautistas
En 1884 conforme las iglesias bautistas se estaban extendiendo se iba haciendo más complejo el trabajo por lo que varios pastores se comenzaron a unir para formar asociaciones de iglesias bautistas.
La primera asociación bautista se organizó el 12 de diciembre de 1884 en Saltillo, Coahuila siendo su primer nombre Asociación Bautista México para posteriormente cambiarla a Asociación Bautista de Coahuila. Sin embargo diversas iglesias del estado de Durango se añadieron y decidieron cambiarle el nombre por Asociación Bautista de Coahuila y Durango. La segunda asociación fue organizada el 18 de abril de 1885 llamándose Asociación Bautista de Nuevo León, pero de igual forma se añadieron iglesias de Tamaulipas y decidieron cambiarle el nombre agregando dicho estado. El  15 de septiembre de 1894, se organizó en la Ciudad de México la Asociación Bautista del Centro y Sur de México sin embargo solo duró hasta 1896 y no se volvió a reunir.En 1898 se organizó la Asociación Bautista de Michoacán en San Juan de las Huertas, Michoacán y agrupaba iglesias de los estados de Guerrero y Michoacán. A pesar de la creación de las asociaciones seguía existiendo la necesidad de una entidad nacional que administrara los recursos aportado por las iglesias bautistas con el único fin de ayudar a la obra misionera de todo México.

### Fundación
Ya para 1900 los bautistas habían progresado mucho estableciendo iglesias, colegios, seminarios, revistas y asociaciones sin embargo deseaban que hubiera un organismo que coordinara los esfuerzos y los recursos. Por lo que en 1901 Juan S. Cheavens, Alejandro Treviño Osuna y James Garvin Chastaín tomaron un acuerdo entre ellos mismo de sugerir a toda la comunidad bautista de México organizar una Convención Nacional.
El 7 de agosto de 1902 James Garvin Chastaín publicó en la revista La Luz el siguiente comentario:

Para nosotros como bautistas hay muchos intereses que nos tocan a todos y a cada uno igualmente. La obra es grande y difícil y necesitamos el consejo y la ayuda el uno del otro. Para lograr nuestro fin, es preciso que conferenciemos tocante a la obra. Así unidos en un mismo espíritu y con el mismo propósito, podremos tomar en consideración todo el campo y adoptar medidas más adecuadas para extender el evangelio. Podremos dar nuestro impulso y nueva vida a nuestros periódicos "La Luz" y "El Expositor Bíblico", tratar también del sostenimiento propio, las escuelas dominicales, la educación general y ministerial y otros varios asuntos que tienen conexión vital con la obra misionera. Este fin importantísimo se puede efectuar por medio de una Convención Nacional Bautista. Si esta sería anual, bienal o trienal se podrá resolver en la primera Convención. Ahora ¿Qué dicen mis queridos hermanos acerca de la organización de la Convención?.

En el mismo número de la revista, apareció una nota del Sr. Sloan que decía:

Una Convención Nacional... sería de gran provecho para nuestro pueblo y una ayuda eficaz en el trabajo" y lanza al mismo tiempo la invitación para que la primera Convención se reúna en la Primera Iglesia Bautista en México, D.F.

La Asociación Bautista de Coahuila, reunida en la ciudad de Saltillo los días del 4 al 6 de septiembre de 1902 toma el acuerdo de organizar formalmente la Convención Nacional.  El 14 de marzo de 1903, la Unión Bautista Fronteriza, reunida en Sabinas Hidalgo, Nuevo León, toma el mismo acuerdo.  Inmediatamente se hacen circular las invitaciones para que las iglesias envíen sus mensajeros a la reunión de la Convención Nacional Bautista de México. Esta se efectuó en la Primera Iglesia Bautista de México popularmente conocida como la Iglesia de Mina y Héroes.
La primera reunión de la Convención Nacional Bautista de México se efectuó el domingo 13 de septiembre de 1903. El Sr. Sloan dio la bienvenida a todos los mensajeros la que fue contestada por el pastor Andrés R. Cavazos, de San Luis Potosí, y por la noche se predicó el primer sermón de la Convención por el pastor Benjamín F. Muller, Toluca. En total fueron 13 iglesias fundadoras de la Convención Nacional Bautista de México representadas por 42 mensajeros. 
Según un censo de la asociación de iglesias, en 2023 dijo que tenía 1,800 iglesias y 90,000 miembros.

## Departamentos
Durante la convención de 1904 en Torreón Coahuila se organizó la organizó la Unión Nacional Bautista de Jóvenes que es uno de los Departamentos de la Convención y agrupa a jóvenes de 15 y 30 años de edad. Es la organización juvenil más antigua de México que ha trabajado ininterrumpidamente durante 89 años.
El 11 de octubre de 1919, en  Monterrey, Nuevo León, se organizó la Unión Nacional Femenil Bautista por iniciativa de Sara Alicia Hale.  Actualmente la Unión Nacional lleva el nombre de su fundadora y su objetivo educativo, beneficencia y misionero. Actualmente la Unión Nacional Femenil Bautista Sara A. Hale maneja dos departamentos auxiliares: La Sociedad Auxiliar de Niñas y la Sociedad Auxiliar de Señoritas.  Sostiene a misioneros en México, en el extranjero y varios asilos de ancianos así como casas hogar para niños.

## Estatus legal
En México, la Dirección General de Asociaciones Religiosas,  adscrita a la Subsecretaría de Desarrollo Democrático, Participación Social y Asuntos Religiosos de la Secretaría de Gobernación lleva un registro de toda asociación religiosa en este país. La Convención Nacional Bautista de México (CNBM) tiene el registro SGAR/13/93, el cual contiene los registros derivados de todas las iglesias bautistas asociadas a ella, aunque no le autoriza a interferir en la autonomía de cada iglesia ni en sus inmuebles, como lo establecen sus Estatutos. Cada iglesia bautista es autónoma y está asociada al inmueble que ocupa. La CNBM señala esforzarse por seguir la doctrina bíblica (original) y respetar los principios bíblicos, sin mezclarse con ninguna otra denominación cristiana.
Las iglesias miembro pueden unirse de igual forma bajo Convenciones Regionales obteniendo un registro derivado de la CNBM o en caso de no estar interesados en obtenerlo podrán solicitarlo de manera independiente sin perder la identidad con CNBM.

### Gobernancia
La CNBM se constituye por los siguientes órganos:
- La Asamblea General. Conformada por los mensajeros (representantes de cada iglesia bautista afiliada).
- La Comisión Coordinadora. Está integrada por la Mesa Directiva, los presidentes de los Consejos de Administración (Hospital México Americano, Seminario Teológico Bautista Mexicano, Seminario Teológico Dr. GH Lacy), los presidentes, coordinadores o directores de los Programas Permanentes (Programa Siembra de Iglesias y Misiones); los presidentes de los Departamentos Auxiliares y los presidentes de las Convenciones Regionales. Las áreas coordinadas son: Formación y Desarrollo de Iglesias, Educación Teológica y Mayordomía.
- La Mesa Directiva. La Mesa Directiva integrada por un presidente, tres vicepresidentes, un secretario y un tesorero. El presidente tiene una duración en su cargo tres años. En el caso de los tres vicepresidentes, el secretario y el tesorero son electos por períodos trianuales  pudiendo ser reelegidos solo por un periodo más y por mayoría simple de votos. El primer vicepresidente organiza: Misiones, Siembra de Iglesias, Ministerio Estudiantil, Desarrollo Comunitario y Adiestramiento Misionero. El segundo vicepresidente organiza: COEDUCATE, Seminario Teológico DR. G. H. Lacy de Oaxaca y el Seminario Teológico Mexicano. El tercer vicepresidente coordina: Administración general, el Hospital México americano, un Programa Cooperativo, consejos de administración y control de las propiedades. El secretario coordina la Revista Luz Bautista, el sitio web de CNBM y levanta actas en las reuniones y por último el tesorero administra los ingresos, presupuestos y controla las nóminas y gastos.
- Los Departamentos Auxiliares. Integrados por la Alianza Ministerial Bautista de México, Unión Nacional Varonil Bautista, Unión Nacional Femenil Bautista, Unión Nacional de Jóvenes Bautistas.
- La Comisión de Vigilancia. Integrada por un comisario que vigila que todas las decisiones que se tomen en la Asamblea General sean cumplidas.

### Presidentes de la CNBM
Presidentes de la CNBM desde 1903
| Presidente                                    | Nombre                                        | Periodo     |
| --------------------------------------------- | --------------------------------------------- | ----------- |
| 1.º                                           | Alejandro Treviño Ochuna                      | (1903-1905) |
| 2.º                                           | Pablo Rodríguez                               | (1905)      |
| 3.º                                           | Teófilo Treviño                               | (1906)      |
| 4.º                                           | Andrés R. Cavazos                             | (1907)      |
| 5.º                                           | Jonás García                                  | (1908)      |
| 6.º                                           | Teófilo Barocio                               | (1909)      |
| 7.º                                           | James Garvin Chantain                         | (1910)      |
| No hubo Convención                            | No hubo Convención                            | (1911)      |
| 8.º                                           | Ernesto Barocio                               | (1912)      |
| No hubo Convención por la Revolución Mexicana | No hubo Convención por la Revolución Mexicana | (1913-1918) |
| 9.º                                           | Josué G. Bautista                             | (1919)      |
| 10.º                                          | Alfredo R. Cavazos                            | (1920)      |
| 11.º                                          | Moisés Arévalo                                | (1921)      |
| 12.º                                          | Jonás García                                  | (1922)      |
| 13.º                                          | Ernesto Uriegas                               | (1923)      |
| 14.º                                          | Andrés R. Cavazos                             | (1924)      |
| 15.º                                          | Juan Gaspar Hernández                         | (1925)      |
| 16.º                                          | Mateo M. Gurrola                              | (1926)      |
| 17.º                                          | Ernesto Barocio                               | (1927)      |
| 18.º                                          | Alberto Barocio                               | (1928)      |
| 19.º                                          | Alejandro Treviño Osuna                       | (1929)      |
| 20.º                                          | Pascual Hurtiz                                | (1930)      |
| 21.º                                          | Moisés Arévalo                                | (1931)      |
| 22.º                                          | Carey B. Tooms                                | (1932)      |
| 23º                                           | Jesús Hernández Leal                          | (1933)      |
| 24.º                                          | Alberto Barocio                               | (1934)      |
| 25.º                                          | José P. Ruiz                                  | (1935)      |
| 26.º                                          | Daniel Sierra Barocio                         | (1936)      |
| 27.º                                          | Alfredo Barocio                               | (1937)      |
| 28.º                                          | Jonás García                                  | (1938)      |
| 29.º                                          | Alberto Barocio                               | (1939-1940) |
| 30.º                                          | Mateo M. Gurrola                              | (1941)      |
| 31.º                                          | Alejandro Treviño Ojeda                       | (1942)      |
| 32.º                                          | Ernesto Barocio                               | (1943)      |
| 33.º                                          | Simón Corona                                  | (1944)      |
| 34.º                                          | Feliciano Contreras                           | (1945-1948) |
| 35.º                                          | Jesús Hernández Leal                          | (1949)      |
| 36.º                                          | Daniel Garrido Hayne                          | (1950-1954) |
| 37.º                                          | Librado Ramos Lozano                          | (1955)      |
| 38.º                                          | Daniel Garrido Hayne                          | (1956-1957) |
| 39.º                                          | Ernesto Barocio                               | (1958)      |
| 40.º                                          | Daniel Garrido Hayne                          | (1959-1960) |
| 41.º                                          | Mateo M. Gurrola                              | (1961)      |
| 42.º                                          | Librado Ramos Lozano                          | (1962-1965) |
| 43.º                                          | Daniel Garrido Hayne                          | (1966-1974) |
| 44.º                                          | Librado Ramos Lozano                          | (1975-1981) |
| 45.º                                          | Alejandro Zamora Alfaro                       | (1982-1985) |
| 46.º                                          | Eduardo de la Flor                            | (1986-1987) |
| 47.º                                          | Jorge Munguía Martínez                        | (1987-1989) |
| 48.º                                          | Rolando Gutiérrez-Cortés                      | (1989-1997) |
| 49.º                                          | Carlos V. Amaro Hernández                     | (1997-2001) |
| 50.º                                          | Gilberto Gutiérrez Lucero                     | (2001-2007) |
| 51.º                                          | José Trinidad Bonilla Morales                 | (2007-2014) |
| 52.º                                          | Adolfo A. Salazar Cerda                       | (2014-2021) |

## Organizaciones

### Casa editorial y revistas
En 1904 se fundó en Toluca, Estado de México, la imprenta Casa Bautista de Publicaciones (Editorial Mundo Hispano) bajo el cuidado del CNBM sin embargo cuando llegó la Revolución Mexicana tuvieron que mudar el ministerio a El Paso, Texas sirviendo a los miembros inclusive de diferentes denominaciones de Estados Unidos, Latinoamérica y España. También la CNBM quedó a carga de la publicación de la revista “El Expositor Bíblico” (creada desde 1894) y fusionando dos periódicos bautistas “El Cristiano Bautista” y “El Atalaya Bautista” en una revista llamada “El Bautista” en 1910. Actualmente la CNBM dirige una revista cristiana llamada La Luz Bautista.

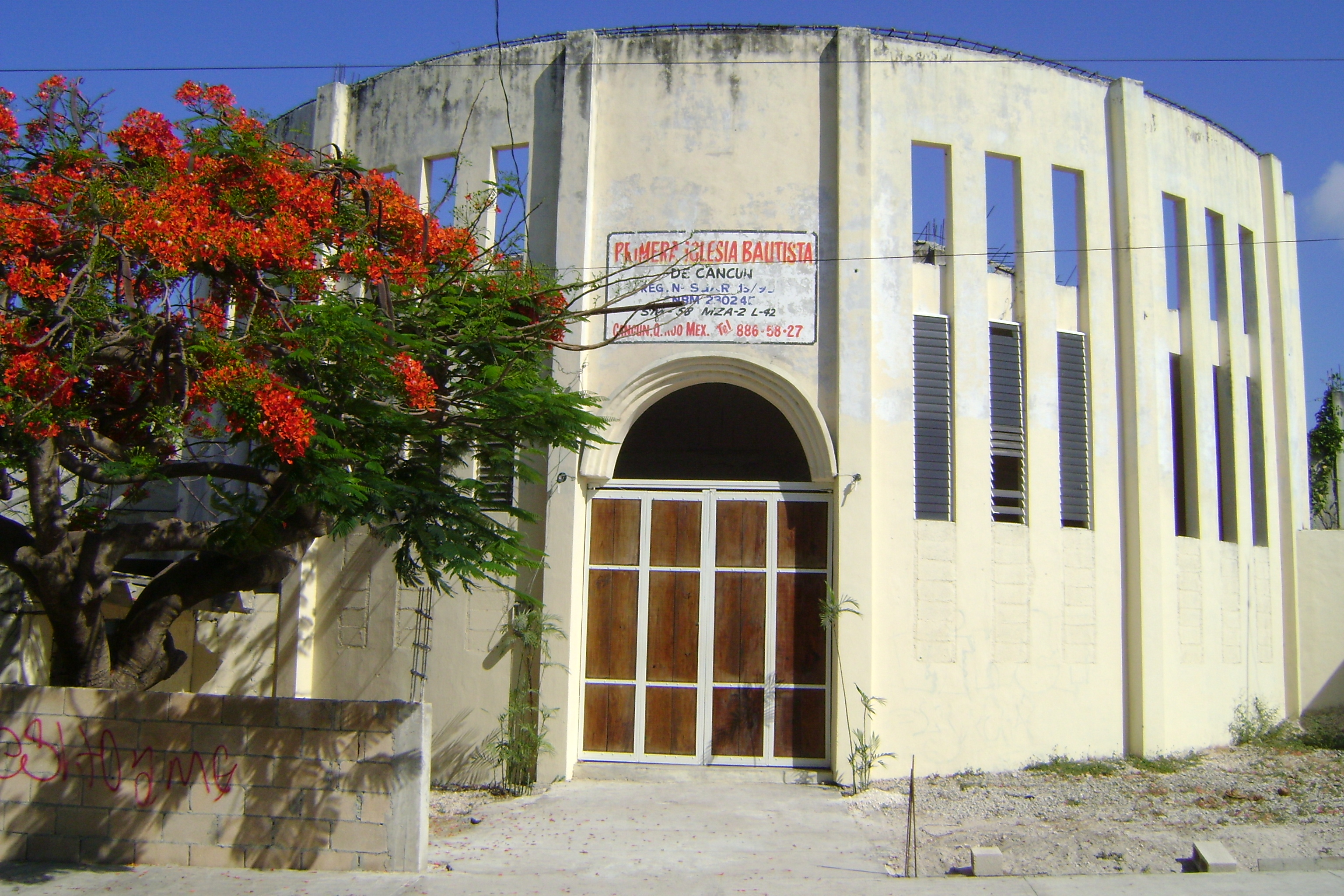
Primera Iglesia Bautista de Cancún.

### Escuelas
Tiene 2 institutos teológicos, el Seminario Teológico Bautista Dr. G.H. Lacy en Oaxaca, Mex. y el Seminario Teológico Bautista de Lomas Verdes.
En 1882 los bautistas fundaron el Colegio Internacional en la ciudad de Monterrey impartiendo clases conforme a los programas mexicanos e instrucción religiosa. Esta escuela era sostenida por la Sociedad Bautista Americana de Misiones Domésticas de Nueva York y después por la Sociedad Femenil Bautista Americana de Misiones Doméstica con sede en ese momento en Boston, Massachusetts. Este colegio implantó el primer sistema de coeducación en México, es decir de niños y niñas en la misma aula y con el mismo profesor, sin embargo, en sus momentos causó diversos escándalos debido a que la sociedad no estaba acostumbrada a ver a niños de diferentes sexos en el mismo salón. Profesores de Nuevo León muy reconocidos el Ing. Miguel F. Martínez y el Profr. Serafín Peña,  acudían a ver como se impartían las clases a los niños. Ya en el año de 1953 fue clausurada. Los bautistas abrieron escuelas en Santa Rosa, Montemorelos y Linares pero no duraron mucho.
En 1888 se creó el primer seminario bautista en México, llamado Instituto Zaragoza en la ciudad de Saltillo, Coahuila por el misionero Guillermo D. Powell. No duró mucho tiempo aunque sí logró formar a varios pastores bautistas. Y ya para 1901 se funda el Instituto Teológico Bautistas en la ciudad de Torreón, Coahuila por el misionero A.C. Watkins. Al principio tuvo varios cambios de domicilio debido a que la revolución mexicana que apareció después. Actualmente el instituto lleva el nombre de Seminario Teológico Bautista Mexicano de Lomas Verdes, Estado de México.

### Hospitales
La convención cuenta con 2 hospitales, reunidos en la red Hospital México Americano. 